# Niedriglohn
Niedriglohn wird definiert als ein Arbeitsentgelt eines vollzeitbeschäftigten Arbeitnehmers, das sich knapp oberhalb oder unter der Armutsgrenze befindet. Liegt sie darunter, ist dem Arbeitnehmer trotz Voll-Erwerbstätigkeit eine angemessene Existenzsicherung nicht gewährleistet.

## Niedriglohn in Industriestaaten

### Begriffsklärung

#### Allgemeine Begriffsdefinition
Der Begriff Niedriglohn setzt sich zusammen aus zwei Bestandteilen, „niedrig“ und „Lohn“. Letzteres bezeichnet den effektiv gezahlten Bruttolohn oder -gehalt aus unselbstständiger Arbeit einschließlich Weihnachtsgeld, Urlaubsgeld, Zuschläge sowie Prämien und Naturalleistungen.
„Niedrig“ ist ein Bruttolohn, wenn er selbst aus Vollzeitbeschäftigung nicht ausreicht, um die Existenz des Arbeitnehmers zu sichern. Der Niedriglohn liegt somit am Rande der Armutsgrenze, welche als absolute Grenze in Deutschland zum Beispiel das Sozialhilfeniveau (siehe Arbeitslosengeld II) darstellt.
Billiglohn ist die umgangssprachliche Bezeichnung für Niedriglohn bzw. für extremen Niedriglohn. Der Terminus ist vor allem geläufig im Wort Billiglohnland. Die meisten illegal beschäftigten Arbeitsimmigranten in Deutschland, vor allem aus Osteuropa und z. B. im Bauhilfsgewerbe, sind effektiv deshalb Billiglöhner, da ein Teil des Geldes, das der Bauherr an den Subunternehmer schwarz zahlt, bei diesem verbleibt. Der Beschäftigte erhält dann im Tagelohn nur zwischen 4,50 und 6,50 € pro Stunde bar. Im deutschsprachigen Raum spricht man bei legal Beschäftigten von Billiglöhnern, wenn das Entgelt für eine Arbeitsstunde markant unter der Untergrenze von Tariflöhnen einschlägiger Gewerbe liegt, also sogar noch unter den oben definierten Niedriglöhnen. Betroffen von Löhnen, die unter 7,50 € pro Stunde liegen und damit einem erwachsenen Menschen in Vollzeit den Lebensunterhalt sicher nicht sichern, sind z. B. junge Friseure, Kellner, Wachdienst-Mitarbeiter, Callcenter-Beschäftigte und Hilfsarbeiter außerhalb der Arbeitsfelder mit Tariflöhnen. Briefboten in Post-Konkurrenz-Betrieben erhielten solange einen Billiglohn, bis die Post AG in Konkurrenz Druck ausübte und in der Branche vor einigen Jahren einen Mindestlohn von über 9 € pro Stunde gegen den Widerstand der Beschäftigten in den anderen Postunternehmen durchsetzte.

#### OECD-Definition
In Anlehnung an die Definition der OECD wird Niedriglohn als ein Bruttolohn bezeichnet, der unterhalb von zwei Dritteln des nationalen Medianbruttolohns aller Vollzeitbeschäftigten liegt. Bei dem Medianlohn handelt es sich um den Median der Zahlenreihe, bestehend aus den effektiv gezahlten Bruttolöhnen aller Vollerwerbstätigen des Landes. Das heißt, eine Hälfte aller Beschäftigten verdient mehr als den Medianlohn, die andere dementsprechend weniger als den Medianlohn.

### Begriffsabgrenzung

#### Lohndumping
Lohndumping betrifft die im Exportland niedrigeren Exportpreise für Güter und Dienstleistungen als die auf dem Weltmarkt üblichen, die durch geringere Arbeitskosten (Personalkosten und Lohnnebenkosten) in einem Niedriglohnland verursacht werden. Lohndumping wird von der Welthandelsorganisation – wie Öko-, Sozial- und Valutadumping – als legales Mittel der Wettbewerbsfähigkeit eines Staates anerkannt und ist daher kein verbotenes Dumping, weil es sich um einen Kostenvorteil und nicht um räumliche Preisdifferenzierung handelt. Der Bundesgerichtshof (BGH) geht von Lohnwucher (§ 291 Abs. 1 Nr. 3 StGB) aus, wenn die Entlohnung unterhalb von 2/3 des ortsüblichen oder Tariflohnes liegt. Das Bundesarbeitsgericht (BAG) folgte dem mit seinem Urteil im April 2009. Lohndumping liegt nicht vor, wenn das Arbeitsentgelt der Grenzproduktivität der Arbeit entspricht.

#### Mindestlohn
Mindestlohn ist ein gesetzlich geregeltes Arbeitsentgelt, das das Minimum für eine Beschäftigung darstellt. Oftmals liegt die Höhe des Mindestlohnes nahe an der Kennziffer des Niedriglohnes.

### Entstehung des Niedriglohnsektors
Seit Ende der 1980er Jahre weitete sich der Niedriglohnsektor durch den technischen Wandel und die Globalisierung, also die Zunahme des internationalen Handels und der weltwirtschaftlichen Arbeitsteilung, stark aus. Marktorientierte niedrigproduktive Beschäftigungen wurden zunehmend durch Importe ersetzt. Die geringqualifizierten Beschäftigungen in den Industriestaaten gingen dadurch zurück, während immer mehr Menschen solche Beschäftigungen nachfragten, weil mehr Frauen erwerbstätig werden wollten und mehr Arbeitskräfte einwanderten. Dagegen wurden immer mehr hochqualifizierte Beschäftigte gesucht. Infolgedessen sanken die Löhne für niedrig qualifizierte Beschäftigungen, während die Löhne für hochqualifizierte Beschäftigungen durch den Nachfrageüberschuss anstiegen.
Das Anwachsen des Niedriglohnsektors wurde dadurch begünstigt, dass gesetzliche Mindestlöhne entweder ganz fehlten oder dass bestehende Mindestlöhne real sanken, weil sie jahrelang nicht angehoben wurden. Da sich auch immer weniger Beschäftigte gewerkschaftlich organisierten und sich das Lohnverhandlungssystem immer weiter aufsplittete, hatten die Beschäftigten dem Entstehen von Niedriglöhnen nichts entgegenzusetzen.
In Deutschland stieg der Anteil der gering bezahlten Beschäftigten entgegen dem oben beschriebenen internationalen Trend in den 1980er und 1990er Jahren nicht an. Anfang der 2000er wurde mit der Umsetzung des Hartz-Konzeptes die Entstehung des Niedriglohnsektors gefördert. Auf dem World Economic Forum in Davos am 28. Januar 2005, äußerte der damalige Bundeskanzler Gerhard Schröder:

„Wir müssen und wir haben unseren Arbeitsmarkt liberalisiert. Wir haben einen der besten Niedriglohnsektoren aufgebaut, den es in Europa gibt. Ich rate allen, die sich damit beschäftigen, sich mit den Gegebenheiten auseinander zu setzen, und nicht nur mit den Berichten über die Gegebenheiten. Deutschland neigt dazu, sein Licht unter den Scheffel zu stellen, obwohl es das Falscheste ist, was man eigentlich tun kann. Wir haben einen funktionierenden Niedriglohnsektor aufgebaut, und wir haben bei der Unterstützungszahlung Anreize dafür, Arbeit aufzunehmen, sehr stark in den Vordergrund gestellt.“

### Betroffene des Niedriglohnsektors
Gemäß unterschiedlichen empirischen Studien sind folgende Personengruppen einem überdurchschnittlich hohen Niedriglohnrisiko ausgesetzt:
- Frauen (geschlechtsspezifisch)
- Jüngere (altersspezifisch)
- Geringqualifizierte
- Arbeitnehmer ohne abgeschlossene Berufsausbildung (Ungelernte)
- Arbeitnehmer bei Zeitarbeitsfirmen
- Teilzeitbeschäftigte
- Aus- und Weiterbildung

Das höchste Risiko, nur mit einem Niedriglohn unter 9,30 € je Stunde vergütet zu werden, haben – nach Erhebungen des Instituts für Arbeit und Qualifikation (IAQ) der Universität Duisburg-Essen – mit 46,6 % Beschäftigte ohne Berufsabschluss (38,8 % der Männer, 53,4 % der Frauen). Abhängig Beschäftigten mit abgeschlossener Berufsausbildung sind zu 24,3 % betroffen (17,2 % der Männer und 31,6 % der Frauen). Bei den beschäftigten Akademikern unterschreiten 8,6 % die genannte Niedriglohnschwelle.
Niedriglöhne konzentrieren sich besonders auf
- Kleinbetriebe
- Bestimmte Wirtschaftszweige wie Handel- und Dienstleistungsbereich

### Auswirkungen der Niedriglöhne
Die Qualität des Arbeitsplatzes steht in unmittelbarem Zusammenhang mit der Höhe der Löhne. Je geringer die Entlohnung, desto schlechter sind die Arbeitsbedingungen. „Niedriglohn wird somit immer mit schlechten Arbeitsbedingungen, unzureichender sozialer Absicherung und keinerlei Chancen auf Weiterbildung, Qualifizierung und berufliche Karriere gleichgesetzt.“ Niedrige Löhne bedingen zudem unzureichende Lohnersatzleistungen bei Arbeitslosigkeit und Krankheit. Aus sozialer und gesellschaftlicher Sicht sind Niedriglöhne nicht nur Auslöser für Altersarmut, sondern sie sind auch für die Verarmung eines erheblichen Teils der Volkswirtschaft ursächlich.

### Maßnahmen gegen Niedriglohn
- Als durchaus bekannte Maßnahme gegen niedrige Löhne gilt der gesetzlich geregelte Mindestlohn. Dieser kann jedoch nur zu Gunsten der Arbeitnehmer wirken, wenn er über dem definierten Niedriglohn liegt und nicht darunter. Außerdem bedarf der Mindestlohn einer jährlichen Anhebung entsprechend der Inflation, um niedrigen Löhnen entgegenwirken zu können.
- Wenn kein gesetzlicher Mindestlohn vorliegt, regeln flächendeckende Kollektivverhandlungssysteme die Mindestsätze in den einzelnen Sektoren. Die Maßnahmen mit der stärksten direkten Wirkung sind insbesondere höhere Lohnsteigerungen in den unteren Lohngruppen oder sogar die Abschaffung dieser unteren Lohngruppen.[12]
- „Die Forderung an die Arbeitgeber, angemessene Löhne zu zahlen, ist gleichbedeutend mit der Forderung der Änderung ihrer Personalentwicklungspolitik und einer Änderung ihrer Einstellung zu Qualifikation, Weiterbildung, Rekrutierung von Personal und Personalbindung derjenigen MitarbeiterInnen am Ende der Lohnskala.“[12]
- Niedriglöhne sollen durch eine Steigerung der durchschnittlichen nationalen Produktivität angehoben werden, die auch zu Gunsten der Sektoren mit geringer Produktivität wirken soll.

### Deutschland
| Jahr | Niedriglohn- Empfänger (von allen Beschäftigten) | Niedrig- Lohn- Grenze Brutto pro Monat | Niedrig- Lohn- Grenze Brutto pro Stunde | Quelle               |
| ---- | ------------------------------------------------ | -------------------------------------- | --------------------------------------- | -------------------- |
| 1994 | 16 %                                             |                                        |                                         | [ 13 ]               |
| 1995 | 15 %–17 %                                        |                                        |                                         | [ 13 ] [ 14 ]        |
| 1996 | 16 %                                             |                                        |                                         | [ 13 ]               |
| 1997 | 17 %                                             |                                        |                                         | [ 13 ]               |
| 1998 | 17 %                                             | 1.546 €                                |                                         | [ 13 ] [ 15 ]        |
| 1999 | 18 %                                             |                                        |                                         | [ 13 ]               |
| 2000 | 19 %                                             |                                        |                                         | [ 13 ]               |
| 2001 | 19 %                                             |                                        |                                         | [ 13 ]               |
| 2002 | 20 %                                             |                                        |                                         | [ 13 ]               |
| 2003 | 21 %                                             |                                        |                                         | [ 13 ]               |
| 2004 | 22 %                                             |                                        |                                         | [ 13 ]               |
| 2005 | 21 %                                             | 1.779 €                                |                                         | [ 13 ] [ 15 ]        |
| 2006 | 20 %–22 %                                        |                                        | 9,85 €                                  | [ 13 ] [ 16 ]        |
| 2007 | 23 %                                             |                                        | 9,62 €                                  | [ 13 ] [ 17 ]        |
| 2008 | 22 %                                             |                                        | 9,50 €                                  | [ 13 ] [ 17 ]        |
| 2009 | 20 %–22 %                                        | 1.784 €                                | 9,50 €                                  | [ 13 ] [ 18 ] [ 19 ] |
| 2010 | 21 %                                             | 1.802 €                                |                                         | [ 20 ]               |
| 2014 |                                                  | 1.993 €                                | 10 €                                    | [ 21 ]               |
| 2015 |                                                  | 2.056 €                                |                                         | [ 22 ]               |
| 2017 | 22,8 %                                           | 2.139 €                                | 10,80 €                                 | [ 13 ]               |
|      |                                                  |                                        |                                         |                      |

Betrachtet wird das Brutto-Arbeitsentgelt von sozialversicherungspflichtigen Vollzeitbeschäftigten. 2009 lag es in Westdeutschland für jeweils die Hälfte dieser Gruppe unter bzw. über 14,25 Euro/Stunde (Median). Die Niedriglohngrenze lag damit bei 9,50 Euro/Stunde. Der Median lag 2009 bei 2676 Euro/Monat, die Niedriglohngrenze bei 1784 Euro/Monat. Einen Niedriglohn erhielten (je nach Quelle) 20,2 % bis 22 % der Gruppe.
Deutschland hat seit 2015 einen allgemeinen Mindestlohn. Die Mindestlöhne der anderen europäischen Länder liegen bei 40,5 % bis 62,7 % des jeweiligen landesspezifischen Vollzeit-Medianlohns. Bei deutschen Zeitarbeitsfirmen wurde beispielsweise ein Mindestlohn von 7,80 Euro von den Gewerkschaften des Deutschen Gewerkschaftsbundes mit den Zeitarbeitsfirmen beschlossen. Dennoch tauchen teilweise auch bei Zeitarbeitsfirmen Fälle von Lohndumping auf, wobei der Mindestlohn deutlich unterschritten wird.
2010 verdienten 1,383 Millionen Menschen in Deutschland so wenig, dass sie als sogenannte Aufstocker zusätzlich Arbeitslosengeld II bezogen um die Grundsicherung zu erreichen. Im Mai 2018 waren dies 1,108 Millionen Menschen. Nach den Angaben im vierten Armuts- und Reichtumsbericht der Bundesregierung (2013) ist der Anteil der Beschäftigten mit niedrigen Löhnen (Niedriglohnquote) in Deutschland „nach Berechnungen des Instituts Arbeit und Qualifikation seit 2000 bis 2007 von gut 20 Prozent auf rund 24 Prozent angestiegen und schwankt seitdem um einen Wert von rund 23 Prozent.“

### Österreich
„Die Arbeiterkammer kritisiert zu laxe Gesetze gegen Lohndumping ausländischer Firmen. Die Kritik richtet sich gegen ausländische Firmen, die ihre Mitarbeiterinnen und Mitarbeiter zur Arbeit nach Österreich schicken. Kritik gibt es an Tricks, mit denen etwa die Sozialabgaben nicht ordnungsgemäß bezahlt werden.“

## Niedriglohn in Entwicklungsländern

### Begriffsklärung
Niedriglohn bezieht sich auf ein sehr geringes Lohnniveau eines Exportlandes im Vergleich zu dem importierenden Land, wobei ersteres durch arme Volkswirtschaften und Entwicklungsländer und letzteres durch fortgeschrittene Industriestaaten vertreten ist.
Ein Lohn in einem Exportland ist niedrig, wenn dieser, gemessen an westlichen Maßstäben, in einem sehr geringen Verhältnis steht. Ein Niedriglohn ist dadurch gekennzeichnet, dass das Arbeitsentgelt in der exportierenden Volkswirtschaft viel geringer ist als das eines Arbeitnehmers in einem importierenden Industriestaat für eine vergleichbare Tätigkeit bei gleichem Alter.
Die Stundenlöhne beispielsweise für Industrieerzeugnisse aus Entwicklungsländern liegen meist unter 50 Cent pro Stunde, die nach den Maßstäben fortgeschrittener Länder in totalem Missverhältnis stehen. Meist ist eine solche Niedriglohnbeschäftigung in Entwicklungsländern mit sehr harten Arbeitsbedingungen verbunden, was in den 1990er Jahren besonders auf die Kritik von Globalisierungskritikern gestoßen ist.

### Entstehung von Niedriglohn

#### Geschichtlicher Hintergrund
Seit der zweiten Hälfte des 19. Jahrhunderts begann zum ersten Mal in der Weltwirtschaftsgeschichte die Durchsetzung internationaler Arbeitsteilung und Spezialisierung auf komparative Vorteile. Bisher standen der Import und die heimische Wirtschaft noch nicht in einem Konkurrenzverhältnis, da Handel aus Gründen fehlender Substitute betrieben wurde.
Erst gegen 1870 kam es in Europa zunehmend zu einer Spezialisierung auf die Herstellung kapitalintensiver Produkte, während land- und arbeitsintensive Güter wie Rohstoffe und landwirtschaftliche Erzeugnisse von der „Neuen Welt“ und Kolonialländern geliefert wurden. Dies war der erste historische Schritt zur Ausprägung von Niedriglohnländern, so wie sie noch heute vorherrschen. Als historischer Meilenstein dieser Arbeitsmarktstruktur gilt der Glen Grey Act, der 1894 in der damaligen britischen Kapkolonie durch Premierminister Cecil John Rhodes initiiert und euphorisch als Bill for Africa (deutsch etwa: Gesetz für Afrika) bezeichnet wurde. Dieses Gesetz schuf eine legislative Basis für die in Grundzügen vorhandene Rassentrennungspolitik und das ökonomische Modell der späteren Apartheidideologie.
Seit der fortschreitenden Globalisierung, die durch Protektionismus und wirtschaftlicher Isolation von Regierungen im Ersten und Zweiten Weltkrieg gestört wurde und erst in den 1960er Jahren wieder aufblühte, ist auch eine verstärkte Internationalisierung des Kapitals zu beobachten. Diese bestand in der Verlagerung der Produktion industrieller Erzeugnisse und Dienstleistungen in Entwicklungsländern, die ihre günstigen Kosten für den Produktionsfaktor Arbeit als komparativen Vorteil nutzen konnten. Hintergrund für die Restrukturierung insbesondere von Fertigindustrieprodukten in weniger fortgeschrittene Volkswirtschaften lag in der Gewinnmaximierungsabsicht internationaler Unternehmen, die in den geringeren Produktionslöhnen in Entwicklungsländern eine Kostenminimierung sahen. Durch die Auslagerung von Industrieproduktionen in Entwicklungsländern haben diese eine größere Bedeutung als Niedriglohnländern eingenommen.

#### Volkswirtschaftliche Gründe
Die Theorie des Ricardo-Modells besagt unter anderem, dass das relative Lohnniveau einer Volkswirtschaft in der Regel dem dortigen relativen Produktivitätsniveau entspricht (siehe Grafik). Bei vollkommenem Wettbewerb findet Entlohnung nach der Grenzproduktivität der Arbeit statt, weil die Arbeitgeber auf Dauer nur bis zur Grenzproduktivität Lohn zahlen können. Anderenfalls würden die Lohnkosten die Kosten der eigentlichen Produktion unnatürlich in die Höhe treiben.
Das heißt also, dass bei niedrigerer Produktivität ein geringerer Lohn bezahlt wird als bei höherer Produktivität.
Eine auffallend geringe Produktivität im Vergleich zu den anderen Ländern auf diesem Schaubild haben China, Indien und Mexiko. Dementsprechend niedrig ist auch ihr nationales Lohnniveau. Im Gegensatz dazu heben sich Japan, Deutschland und die USA mit hohen relativen Löhnen und hohen Produktivitäten hervor (Hochlohnländer).
| Land             | Stundenentgelt für Produktionsarbeiter, 2000 |
| ---------------- | -------------------------------------------- |
| USA              | 100                                          |
| Deutschland      | 121                                          |
| Japan            | 111                                          |
| Spanien          | 55                                           |
| Südkorea         | 41                                           |
| Portugal         | 24                                           |
| Mexico           | 12                                           |
| Sri Lanka (1969) | 2                                            |

Das Lohnniveau eines Landes ist etwa proportional zu dessen Produktivität.

Tabelle: Internationale Lohnsätze im Vergleich (USA = 100)
Niedriglohn in Entwicklungsländern ist die Folge der Spezialisierung auf komparative Vorteile, also auf die Produktion arbeitsintensiver Güter.
Ausgangspunkt sind zwei Staaten mit unterschiedlicher Produktivität und Arbeitskräftepotential. In dem Entwicklungsland sind Arbeitskräfte im Überfluss und Kapital nur knapp vorhanden, weshalb die Löhne relativ niedrig sind. In Industrieländern, in denen das Arbeitspotential relativ gering und die Kapitalausstattung sehr reichlich ist, sind die Löhne dagegen relativ hoch.
Entwicklungsländer, die reichlich mit Arbeitskraft ausgestattet sind, bieten für Produzenten arbeitsintensiver, aber wenig Kapital absorbierender Güter gute Standortvoraussetzungen. Wohingegen Industrieländern mit ihren geringen Arbeitskräftepotential und hohen Löhnen denjenigen Branchen für attraktiv erscheinen, die kapitalintensiv produzieren. Aus diesen Gegebenheiten der Faktorpreise kommt es zu Spezialisierung auf die Branchen, bei denen komparative Kostenvorteile vorliegen. Entsprechend exportieren Industrieländer kapitalintensive Produkte und Entwicklungsländer arbeitsintensive Güter.
Von sozialistischer Seite wurden historisch das Eherne Lohngesetz und die Verelendungstheorie postuliert. Beide sind empirisch nicht bestätigt und spielen in der aktuellen Diskussion keine Rolle.

### Betroffene
Niedriglohnländer sind arme Volkswirtschaften, deren Industrie Produkte an Hochlohnländer exportiert und unter den Begriffen Schwellen-, Entwicklungs- oder Dritte-Welt-Länder fallen. Niedriglohnbezieher sind somit all die Erwerbstätigen eines exportierenden Entwicklungs- oder Schwellenlandes, in dem das Lohnniveau im Vergleich zu importierenden Industriestaaten viel geringer ist.
In diesen Ländern sind besonders Beschäftigte der Exportindustrie von Niedriglohnvergütungen betroffen. Insbesondere Arbeitnehmer im Bereich der Elektronik- und Bekleidungsindustrie, aber auch Angestellte in der traditionellen Agrarproduktion erhalten einen viel geringeren Lohn im Vergleich zu dem Entgelt in Hochlohnländern, die diese Güter importieren.

### Maßnahmen gegen Niedriglohn in Exportländern

#### Überwachungssystem
Zur Verbesserung der Löhne und Arbeitsbedingungen in armen Volkswirtschaften haben Ökonomen die Einführung eines Überwachungssystems vorgeschlagen, dessen Befunde für alle Konsumenten der ersten Welt zugänglich gemacht werden sollen. Basieren soll diese Idee auf einer Spielart des Marktversagens und der Annahme, dass Konsumenten in den Industrieländern Erzeugnisse bevorzugen, die von angemessen vergüteten Arbeitern hergestellt wurden. Durch ein Überwachungsorgan, das die Vergütung und Arbeitsbedingungen in den Entwicklungsländern auf gewisse Mindestanforderungen prüft, werden die Produkte als geprüft gekennzeichnet, die diese Anforderungen erfüllen. Exportierende Branchen in den Entwicklungsländern sind somit gezwungen, die Mindeststandards umzusetzen, andernfalls würden sie keine oder wenig Abnehmer für ihre Erzeugnisse finden.
Problematisch wird es in der Praxis, da im Allgemeinen nicht angenommen werden kann, dass Konsumenten in den Industriestaaten geprüfte Erzeugnisse bevorzugen, sondern vielmehr aufgrund geringerer Preise auf unkontrollierte Produkte zurückgreifen. Außerdem betrifft diese Regelung nur Arbeitnehmer der exportierenden Industrie, die restlichen Beschäftigten in den Entwicklungsländern, die die Mehrheit ausmachen, unterliegen nicht den Mindeststandards.

#### Offizielle Mindeststandards in Handelsabkommen
Niedriglöhnen in Entwicklungsländern können durch offizielle Mindestanforderungen entgegengewirkt werden, die in Handelsabkommen und -verträgen integriert sind und von den Exportindustrien eingehalten werden müssen. Diese Standards sollen nicht nur einen Mindestlohn, sondern auch angemessene Arbeitsbedingungen in den armen Ländern regeln. Als Kontrollinstrument fungiert dabei die WTO, deren Aufgabe in dem Auffordern der beteiligten Länder besteht, ihre internationalen Handelsabkommen einzuhalten.
Da diese Standards von den Politikern fortgeschrittener Staaten aufgestellt werden, wehren sich viele Entwicklungsländer dagegen, da diese einen Wettbewerbsnachteil darin sehen. Aus diesen Gründen ist auch dieses Instrument eher fragwürdig.

### Auswirkungen von Niedriglohn in Exportländern auf Volkswirtschaften
Die Auswirkung von Niedriglöhnen in armen Volkswirtschaften kann man durch das folgende Beispiel verdeutlichen.
Es werden zwei Länder A und B mit unterschiedlicher Produktivität angenommen. In beiden Ländern herrschen nur zwei Branchen, Hochtechnologie und Niedrigtechnologie. Der Produktionsfaktor Arbeit ist in beiden Branchen des Landes A produktiver als B.
Ausgegangen wird von der Annahme, dass das Land A zur Produktion einer Mengeneinheit in beiden Branchen je eine Stunde Arbeit benötigt, während im Land B zwei Arbeitsstunden für eine Mengeneinheit Niedrigtechnologie und acht Stunden für eine Einheit Hochtechnologie notwendig sind. Ausgedrückt in Reallöhnen, die sich an der Gütermenge bemessen, wie viel ein Arbeiter pro Stunde produzieren kann, sieht es wie folgt aus:
| Land | Hochtechnologiegüter/Stunde | Niedrigtechnologiegüter/Stunde |
| ---- | --------------------------- | ------------------------------ |
| A    | 1                           | 1                              |
| B    | 1/8                         | 1/2                            |

Durch das Zustandekommen von Außenhandel zwischen A und B entsteht ein Gleichgewicht der relativen Löhne. In unserem Fall sind die Löhne im Land A viermal so hoch wie im Land B, sowohl für Hochtechnologie- als auch für Niedrigtechnologieerzeugnisse:
| Land | Hochtechnologiegüter/Stunde | Niedrigtechnologiegüter/Stunde |
| ---- | --------------------------- | ------------------------------ |
| A    | 1                           | 2                              |
| B    | 1/4                         | 1/2                            |

Da eine Herstellung niedrigtechnologischer Güter im Land A und hochtechnologischer Produkte im Land B kostengünstiger ist, werden im Land A hoch bezahlte Arbeitsplätze in der Branche Niedrigtechnologie durch schlechter bezahlte Beschäftigungen im Land B ersetzt. Obwohl die Niedrigtechnologie-Branche im Land B (vor Außenhandel) halb so produktiv ist wie die im Land A, erhalten die Arbeiter trotzdem nur ein Viertel des Entgelts des Land A.
Auf der anderen Seite kam es zu einer Steigerung der Kaufkraft in beiden Ländern. So können Beschäftigte im Land A, die nun alle in der Branche Hochtechnologie tätig sind, statt einer zwei Mengeneinheiten niedrigtechnologischer Güter kaufen. Auch das Land B, das das Niedriglohnland darstellt, erfährt eine Senkung des Importpreises im Verhältnis zum Lohnsatz, sodass pro Arbeitsstunde in dem Niedrigtechnologiesektor statt zuvor ein Achtel nun ein Viertel Mengeneinheit eines Hochtechnologie-Gutes erwerben.
Laut diesem Beispiels-Modell bringt die Spezialisierung auf komparative Kostenvorteile beiden Ländern eine Nutzensteigerung.
Aus der Betrachtung eines Faktorproportionenmodells kann Außenhandel jedoch zu Verlusten im Land A führen, während die Arbeiter im Land B eine Einkommensumverteilung zu ihren Gunsten erfahren.
Auch in der Praxis erfahren Entwicklungsländer trotz ihrer niedrigen Löhne durch eine internationale Arbeitsteilung eine Nutzensteigerung. Niedriglöhne in armen Volkswirtschaften in der Exportindustrie sind auch unvermeidlich angesichts der weitaus geringeren Produktivität und der fehlenden Alternativen. Im Vergleich zu fortgeschrittenen Ländern mögen die Löhne sehr niedrig und die Arbeitsbedingungen sehr schlecht sein, aber hinsichtlich der alternativen Beschäftigungsmöglichkeiten in den Entwicklungsländern stellen diese Arbeitsbedingungen dennoch eine Verbesserung dar.
Ob die zunehmende Globalisierung zu Lasten der Arbeitnehmer in fortgeschrittenen Ländern geht, ist strittig. Viele Globalisierungsgegner zum Beispiel führen das Argument der zunehmenden Niedriglohnentwicklung in geringqualifizierten Branchen in Industriestaaten als Folge von internationaler Arbeitsteilung an.